# Greatest Hits (албум на Атомик Китън)
Вижте пояснителната страница за други значения на Greatest Hits.
Greatest Hits е първият сборен албум с най-добрите хитове на британската поп-група Атомик Китън издаден април 2004. Албумът достига пето място във Великобритания и е с общи продажби от 248 232 и е със златна сертификация.

## Списък с песните

### Оригинален траклист
1. „Whole Again“ – 3:07
2. „Ladies' Night“ – 3:08
3. „The Tide Is High (Get The Feeling)“ – 3:27
4. „It's OK!“ – 3:15
5. „Be With You“ – 3:38
6. „If You Come to Me“ – 3:46
7. „Eternal Flame“ – 3:13
8. „Love Doesn't Have To Hurt“ – 3:28
9. „The Last Goodbye“ – 3:07
10. „Right Now 2004“ – 3:48
11. „See Ya“ – 2:52
12. „I Want Your Love“ – 3:15
13. „You Are“ – 3:31
14. „Cradle“ – 3:45
15. „Someone Like Me“ – 2:09

### Испанско издание
1. „Ser tu Pasión, Eres mi Obsesión“ – 3:26

### Японско издание
1. „Daydream Believer“ (Beat Gallery Remix)	– 3:26
2. „Be with You“ (Milky 7" редактиран) – 3:34